# Euzosteria lata
Euzosteria lata är en kackerlacksart som beskrevs av M. Josephine Mackerras 1965. Euzosteria lata ingår i släktet Euzosteria och familjen storkackerlackor. Inga underarter finns listade i Catalogue of Life.